# Florești (okręg Botoszany)
Florești – wieś w Rumunii, w okręgu Botoszany, w gminie Todireni. W 2011 roku liczyła 50 mieszkańców.